# Saint-Denis-sur-Loire
Saint-Denis-sur-Loire est une commune française située dans le département de Loir-et-Cher, en région Centre-Val de Loire.
Localisée au centre du département, la commune fait partie de la petite région agricole « la Beauce », une vaste étendue de cultures céréalières, oléagineuses (colza) et protéagineuses (pois, féverolle, lupin), avec également de la betterave sucrière, et de la pomme de terre.
L'occupation des sols est marquée par l'importance des espaces agricoles et naturels qui occupent la quasi-totalité du territoire communal. Plusieurs espaces naturels d'intérêt sont présents dans la commune : trois sites natura 2000 et une zone naturelle d'intérêt écologique, faunistique et floristique (ZNIEFF).  En 2010, l'orientation technico-économique de l'agriculture dans la commune est la culture des céréales et des oléoprotéagineux. À l'instar du département qui a vu disparaître le quart de ses exploitations en dix ans, le nombre d'exploitations agricoles a fortement diminué, passant de 28 en 1988, à 0 en 2000, puis à 10 en 2010.
Le patrimoine architectural de la commune comprend un bâtiment porté à l'inventaire des monuments historiques : le château.

## Géographie

### Localisation et communes limitrophes
La commune de Saint-Denis-sur-Loire se trouve au centre du département de Loir-et-Cher, dans la petite région agricole de la Beauce,. À vol d'oiseau, elle se situe à 6 km  de Blois, préfecture du département. La commune fait en outre partie du bassin de vie de Blois.
Les communes les plus proches sont : 
La Chaussée-Saint-Victor (1,8 km), Saint-Claude-de-Diray (2,3 km), Menars (2,4 km), Cour-sur-Loire (4,1 km), Villerbon (4,5 km), Montlivault (4,7 km), Vineuil (4,9 km), Villebarou (4,9 km) et Blois (6 km).

### Hydrographie
La commune est drainée par la Loire (0,464 km), les Mées et par deux petits cours d'eau, constituant un réseau hydrographique de 5,68 km de longueur totale.
Le cours de la Loire s'insère dans une large vallée qu'elle a façonnée peu à peu depuis des milliers d'années. Elle traverse d'est en ouest le département de Loir-et-Cher depuis Saint-Laurent-Nouan jusqu'à Veuzain-sur-Loire, avec un cours large et lent.

### Climat
Pour des articles plus généraux, voir Climat du Centre-Val de Loire et Climat de Loir-et-Cher.
En 2010, le climat de la commune est de type climat océanique dégradé des plaines du Centre et du Nord, selon une étude du CNRS s'appuyant sur une série de données couvrant la période 1971-2000. En 2020, Météo-France publie une typologie des climats de la France métropolitaine dans laquelle la commune est exposée à un climat océanique altéré et est dans la région climatique Moyenne vallée de la Loire, caractérisée par une bonne insolation (1 850 h/an) et un été peu pluvieux.
Pour la période 1971-2000, la température annuelle moyenne est de 11,6 °C, avec une amplitude thermique annuelle de 15,1 °C. Le cumul annuel moyen de précipitations est de 652 mm, avec 11,2 jours de précipitations en janvier et 6,8 jours en juillet. Pour la période 1991-2020, la température moyenne annuelle observée sur la station météorologique de Météo-France la plus proche, dans la commune de Cheverny à 15 km à vol d'oiseau, est de 11,8 °C et le cumul annuel moyen de précipitations est de 675,8 mm,. Pour l'avenir, les paramètres climatiques de la commune estimés pour 2050 selon différents scénarios d'émission de gaz à effet de serre sont consultables sur un site dédié publié par Météo-France en novembre 2022.

### Milieux naturels et biodiversité

#### Sites Natura 2000
Le réseau Natura 2000 est un réseau écologique européen de sites naturels d'intérêt écologique élaboré à partir des Directives « Habitats » et « Oiseaux ». Ce réseau est constitué de Zones spéciales de conservation (ZSC) et de Zones de protection spéciale (ZPS). Dans les zones de ce réseau, les États membres s'engagent à maintenir dans un état de conservation favorable les types d'habitats et d'espèces concernés, par le biais de mesures réglementaires, administratives ou contractuelles. L'objectif est de promouvoir une gestion adaptée des habitats tout en tenant compte des exigences économiques, sociales et culturelles, ainsi que des particularités régionales et locales de chaque État membre. Les activités humaines ne sont pas interdites, dès lors que celles-ci ne remettent pas en cause significativement l'état de conservation favorable des habitats et des espèces concernés. Des parties du territoire communal sont incluses dans les sites Natura 2000 suivants : 
- la « Vallée de la Loire de Mosnes à Tavers », d'une superficie de 2 278 ha, un des sites ligériens les plus remarquables par son originalité, avec des milieux naturels incontournables tels que les habitats d'eaux courantes et stagnantes accueillant de nombreux poissons et autres animaux de l'Annexe II (Castor), les pelouses et prairies de grèves et zones inondables et les forêts alluviales[15].
- la « Petite Beauce », d'une superficie de 52 565 ha[16].

#### Zones naturelles d'intérêt écologique, faunistique et floristique
L'inventaire des zones naturelles d'intérêt écologique, faunistique et floristique (ZNIEFF) a pour objectif de réaliser une couverture des zones les plus intéressantes sur le plan écologique, essentiellement dans la perspective d'améliorer la connaissance du patrimoine naturel national et de fournir aux différents décideurs un outil d'aide à la prise en compte de l'environnement dans l'aménagement du territoire. Le territoire communal de Saint-Denis-sur-Loire comprend une ZNIEFF : 
la « Loire Blésoise » (2 380,68 ha).

## Urbanisme

### Typologie
Au 1er janvier 2024, Saint-Denis-sur-Loire est catégorisée commune rurale à habitat dispersé, selon la nouvelle grille communale de densité à sept niveaux définie par l'Insee en 2022.
Elle appartient à l'unité urbaine de Blois, une agglomération intra-départementale regroupant sept  communes, dont elle est une commune de la banlieue,,. Par ailleurs la commune fait partie de l'aire d'attraction de Blois, dont elle est une commune de la couronne,. Cette aire, qui regroupe 78 communes, est catégorisée dans les aires de 50 000 à moins de 200 000 habitants,.

### Occupation des sols
L'occupation des sols est marquée par l'importance des espaces agricoles et naturels (96,8 %). La répartition détaillée ressortant de la base de données européenne d'occupation biophysique des sols Corine Land Cover millésimée 2012 est la suivante : 
terres arables (11,6 %), 
cultures permanentes (0,6 %), 
zones agricoles hétérogènes (15,4 %), 
prairies (3,5 %), 
forêts (65,2 %), 
milieux à végétation arbustive ou herbacée (0,7 %), 
zones urbanisées (1 %), 
espaces verts artificialisés non agricoles (0,5 %), 
zones industrielles et commerciales et réseaux de communication (1,7 %), 
eaux continentales (0,5 %).

### Planification
La loi SRU du 13 décembre 2000 a incité fortement les communes à se regrouper au sein d'un établissement public, pour déterminer les partis d'aménagement de l'espace au sein d'un SCoT, un document essentiel d'orientation stratégique des politiques publiques à une grande échelle. La commune est dans le territoire du  SCOT du Blésois, approuvé en 2006 et révisé en juillet 2016.
En matière de planification, la commune disposait en 2017 d'un plan local d'urbanisme en révision.

### Habitat et logement
Le tableau ci-dessous présente la typologie des logements à Saint-Denis-sur-Loire en 2016 en comparaison avec celle du Loir-et-Cher et de la France entière. Une caractéristique marquante du parc de logements est ainsi la faible proportion des résidences secondaires et logements occasionnels (5,3 %) par rapport au département (18 %) et à la France entière (9,6 %). Concernant le statut d'occupation de ces logements, 83,1 % des habitants de la commune sont propriétaires de leur logement (87,3 % en 2011), contre 68,1 % pour le Loir-et-Cher et 57,6 pour la France entière.
|                                                         | Saint-Denis-sur-Loire | Loir-et-Cher | France entière |
| ------------------------------------------------------- | --------------------- | ------------ | -------------- |
| Résidences principales (en %)                           | 87,9                  | 74,5         | 82,3           |
| Résidences secondaires et logements occasionnels (en %) | 5,3                   | 18           | 9,6            |
| Logements vacants (en %)                                | 6,9                   | 7,5          | 8,1            |

### Risques majeurs
Le territoire communal de Saint-Denis-sur-Loire est vulnérable à différents aléas naturels : inondations (par débordement de la Loire), climatiques (hiver exceptionnel ou canicule), mouvements de terrains ou sismique (sismicité très faible).
Il est également exposé à deux risques technologiques : le risque nucléaire et  le transport de matières dangereuses,.

#### Risques naturels

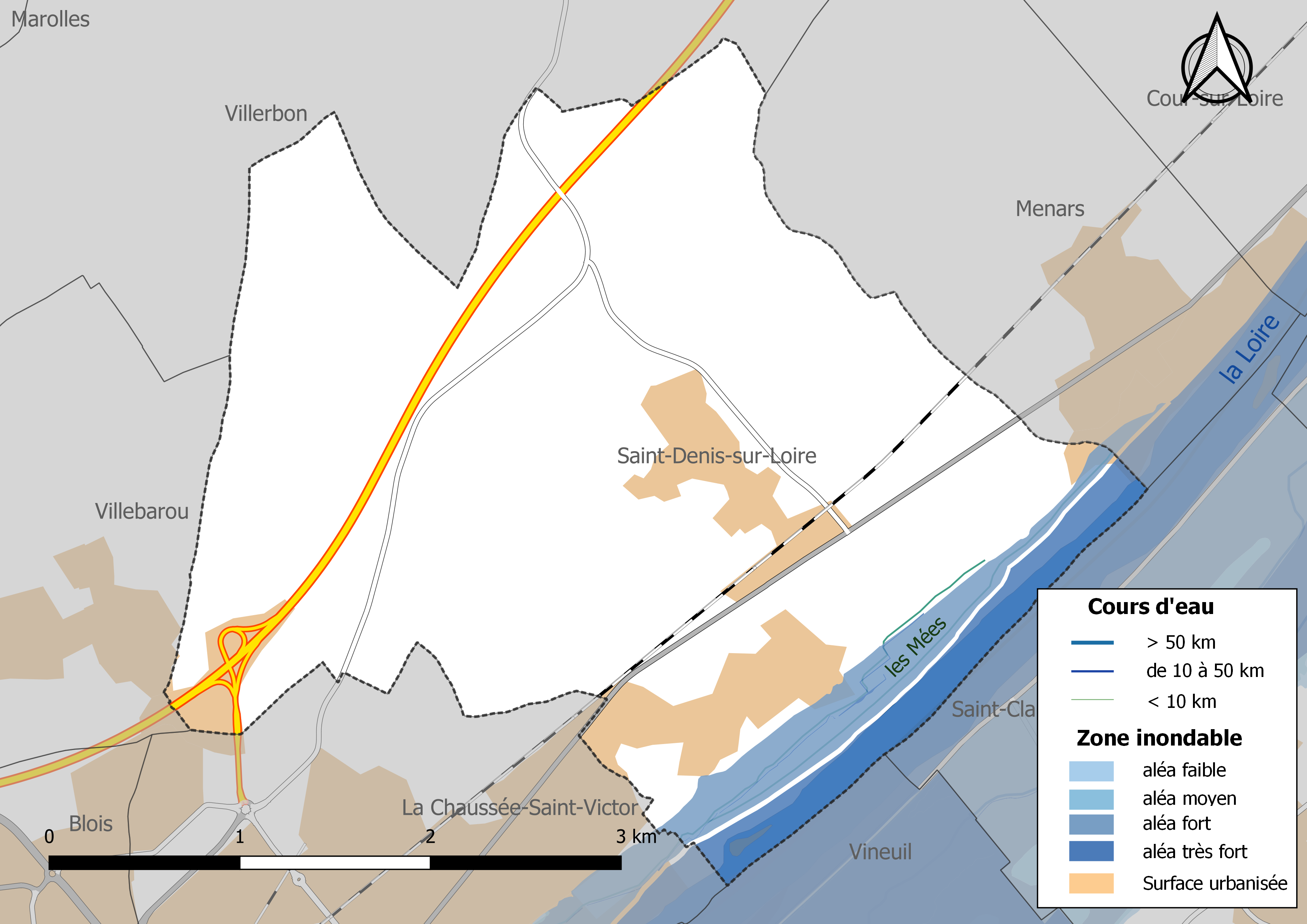
Zones inondables de la commune de Saint-Denis-sur-Loire.

Les mouvements de terrains susceptibles de se produire dans la commune sont liés au retrait-gonflement des argiles. Le phénomène de retrait-gonflement des argiles est la conséquence d'un changement d'humidité des sols argileux. Les argiles sont capables de fixer l'eau disponible mais aussi de la perdre en se rétractant en cas de sécheresse. Ce phénomène peut provoquer des dégâts très importants sur les constructions (fissures, déformations des ouvertures) pouvant rendre inhabitables certains locaux. La carte de zonage de cet aléa peut être consultée sur le site de l'observatoire national des risques naturels Georisques.
En Loir-et-Cher, les crues de la Loire représentent des volumes d'eau et des débits quatre à cinq fois supérieurs à ceux du Cher et du Loir : la superficie des zones et l'ampleur des dégâts peuvent être considérables. Les crues historiques sont celles de 1846 (6,60 m à l'échelle de Blois), 1856 (6,78 m), 1866 (6,70 m), 1907 (5,63 m) et 2003 (3,78 m). Le débit maximal historique est de 5 100 m3/s (crue de 1846) et caractérise une crue de retour centennal. Le risque d'inondation est pris en compte dans l'aménagement du territoire de la commune par le biais du Plan de prévention du risque inondation (PPRI) de la Loire amont.

#### Risques technologiques
La totalité du territoire de la commune peut être concernée par le risque nucléaire. En cas d'accident grave, certaines installations nucléaires sont susceptibles de rejeter dans l'atmosphère de l'iode radioactif. Or la commune se situe partiellement à l'intérieur du périmètre de 20 km du Plan particulier d'intervention de la centrale nucléaire de Saint-Laurent-des-Eaux. À ce titre les habitants de la commune, comme tous ceux résidant dans le périmètre proche de 20 km de la centrale ont bénéficié, à titre préventif, d'une distribution de comprimés d'iode stable dont l'ingestion avant rejet radioactif permet de pallier les effets sur la thyroïde d'une exposition à de l'iode radioactif. En cas d'incident ou d'accident nucléaire, des consignes de confinement ou d'évacuation peuvent être données et les habitants peuvent être amenés à ingérer, sur ordre du préfet, les comprimés en leur possession,.
Le risque de transport de marchandises dangereuses dans la commune est lié à sa traversée par des infrastructures routières et ferroviaires importantes et la présence d'une canalisation de transport de gaz. Un accident se produisant sur de telles infrastructures est en effet susceptible d'avoir des effets graves au bâti ou aux personnes jusqu'à 350 m, selon la nature du matériau transporté. Des dispositions d'urbanisme peuvent être préconisées en conséquence.

## Toponymie

### Nom actuel
En plus de son hydronyme ligérien, le nom de la commune rappelle directement le saint Denis de Paris (en latin Dionysius, qui a directement donné le gentilé dionysien), premier évêque de Paris ayant vécu au IIIe siècle.

### Historique des autres noms de la commune
Sous la Révolution, la volonté de déchristianiser la société française requiert un changement du toponyme : par délibération du conseil général de la commune, et en application du décret du 25 vendémiaire an II (16 octobre 1793), et suivant le modèle parisien de Saint-Denis renommée Franciade, la commune nouvellement créée de Saint-Denis-sur-Loire fut temporairement renommée Franciade-sur-Loire.
La commune reprit son nom traditionnel à la Restauration.

## Histoire

### XXesiècle
Entre le 29 janvier 1939 et le 8 février, plus de 3 100 réfugiés espagnols fuyant l'effondrement de la république espagnole devant Franco, arrivent dans le Loir-et-Cher. Devant l'insuffisance des structures d'accueil (les haras de Selles-sur-Cher sont notamment utilisés), 47 villages sont mis à contribution, dont Saint-Denis-sur-Loire. Les réfugiés, essentiellement des femmes et des enfants, sont soumis à une quarantaine stricte, vaccinés, le courrier est limité, le ravitaillement, s'il est peu varié et cuisiné à la française, est cependant assuré. Au printemps et à l'été, les réfugiés sont regroupés à Bois-Brûlé (commune de Boisseau).

## Politique et administration

### Découpage territorial
La commune de Saint-Denis-sur-Loire est membre de la Communauté d'agglomération de Blois « Agglopolys », un établissement public de coopération intercommunale (EPCI) à fiscalité propre créé le 1er janvier 2012.
Elle est rattachée sur le plan administratif à l'arrondissement de Blois, au département de Loir-et-Cher et à la région Centre-Val de Loire, en tant que circonscriptions administratives. Sur le plan électoral, elle est rattachée au canton de Blois-2 depuis 2015 pour l'élection des conseillers départementaux et à la première circonscription de Loir-et-Cher pour les élections législatives.

### Politique et administration municipale

#### Conseil municipal et maire
Le conseil municipal de Saint-Denis-sur-Loire, commune de moins de 1 000 habitants, est élu au scrutin majoritaire plurinominal avec listes ouvertes et panachage. Compte tenu de la population communale, le nombre de sièges au conseil municipal est de 15. Le maire, à la fois agent de l'État et exécutif de la commune en tant que collectivité territoriale, est élu par le conseil municipal au scrutin secret lors de la première réunion du conseil suivant les élections municipales, pour un mandat de six ans, c'est-à-dire pour la durée du mandat du conseil.
| Période   | Période   | Identité            | Étiquette | Qualité                               |
| --------- | --------- | ------------------- | --------- | ------------------------------------- |
| mars 1983 | mars 1989 | Jacqueline Fournier |           |                                       |
| mars 1989 | mars 2008 | Bernard Villeneuve  |           |                                       |
| mars 2008 | mai 2020  | Benoît Simonnin     |           | Professeur du secondaire et technique |
| mai 2020  | En cours  | Patrick Menon,      |           | Ancien cadre                          |

## Population et société

### Démographie

#### Évolution démographique
L'évolution du nombre d'habitants est connue à travers les recensements de la population effectués dans la commune depuis 1793. Pour les communes de moins de 10 000 habitants, une enquête de recensement portant sur toute la population est réalisée tous les cinq ans, les populations de référence des années intermédiaires étant quant à elles estimées par interpolation ou extrapolation. Pour la commune, le premier recensement exhaustif entrant dans le cadre du nouveau dispositif a été réalisé en 2005.

En 2022, la commune comptait 904 habitants, en évolution de +7,24 % par rapport à 2016 (Loir-et-Cher : −1,15 %, France hors Mayotte : +2,11 %).
| 1793 | 1800 | 1806 | 1821 | 1831 | 1836 | 1841 | 1846 | 1851 |
| ---- | ---- | ---- | ---- | ---- | ---- | ---- | ---- | ---- |
| 868  | 806  | 862  | 584  | 522  | 508  | 509  | 516  | 509  |

| 1856 | 1861 | 1866 | 1872 | 1876 | 1881 | 1886 | 1891 | 1896 |
| ---- | ---- | ---- | ---- | ---- | ---- | ---- | ---- | ---- |
| 522  | 531  | 492  | 504  | 513  | 554  | 540  | 478  | 458  |

| 1901 | 1906 | 1911 | 1921 | 1926 | 1931 | 1936 | 1946 | 1954 |
| ---- | ---- | ---- | ---- | ---- | ---- | ---- | ---- | ---- |
| 455  | 439  | 427  | 415  | 377  | 355  | 360  | 357  | 359  |

| 1962 | 1968 | 1975 | 1982 | 1990 | 1999 | 2005 | 2006 | 2010 |
| ---- | ---- | ---- | ---- | ---- | ---- | ---- | ---- | ---- |
| 357  | 403  | 498  | 708  | 907  | 884  | 867  | 870  | 787  |

| 2015 | 2020 | 2022 | - | - | - | - | - | - |
| ---- | ---- | ---- | - | - | - | - | - | - |
| 838  | 876  | 904  | - | - | - | - | - | - |

#### Pyramide des âges
La population de la commune est relativement âgée.
En 2018, le taux de personnes d'un âge inférieur à 30 ans s'élève à 25,0 %, soit en dessous de la moyenne départementale (31,3 %). À l'inverse, le taux de personnes d'âge supérieur à 60 ans est de 39,8 % la même année, alors qu'il est de 31,6 % au niveau départemental.
En 2018, la commune comptait 415 hommes pour 435 femmes, soit un taux de 51,18 % de femmes, légèrement inférieur au taux départemental (51,45 %).
Les pyramides des âges de la commune et du département s'établissent comme suit.
| Hommes | Classe d’âge | Femmes |
| ------ | ------------ | ------ |
| 0,2    | 90 ou +      | 0,7    |
| 10,7   | 75-89 ans    | 11,4   |
| 28,7   | 60-74 ans    | 27,9   |
| 19,6   | 45-59 ans    | 21,4   |
| 16,4   | 30-44 ans    | 12,9   |
| 10,7   | 15-29 ans    | 13,2   |
| 13,6   | 0-14 ans     | 12,5   |

| Hommes | Classe d’âge | Femmes |
| ------ | ------------ | ------ |
| 1,1    | 90 ou +      | 2,6    |
| 9,2    | 75-89 ans    | 11,9   |
| 19,7   | 60-74 ans    | 20,4   |
| 20,7   | 45-59 ans    | 20     |
| 16,5   | 30-44 ans    | 16,2   |
| 15,2   | 15-29 ans    | 13,2   |
| 17,6   | 0-14 ans     | 15,7   |

## Lieux et monuments

### Voies et lieux-dits
| 40 odonymes recensés à Saint-Denis-sur-Loire au 18 mars 2014 | 40 odonymes recensés à Saint-Denis-sur-Loire au 18 mars 2014 | 40 odonymes recensés à Saint-Denis-sur-Loire au 18 mars 2014 | 40 odonymes recensés à Saint-Denis-sur-Loire au 18 mars 2014 | 40 odonymes recensés à Saint-Denis-sur-Loire au 18 mars 2014 | 40 odonymes recensés à Saint-Denis-sur-Loire au 18 mars 2014 | 40 odonymes recensés à Saint-Denis-sur-Loire au 18 mars 2014 | 40 odonymes recensés à Saint-Denis-sur-Loire au 18 mars 2014 | 40 odonymes recensés à Saint-Denis-sur-Loire au 18 mars 2014 | 40 odonymes recensés à Saint-Denis-sur-Loire au 18 mars 2014 | 40 odonymes recensés à Saint-Denis-sur-Loire au 18 mars 2014 | 40 odonymes recensés à Saint-Denis-sur-Loire au 18 mars 2014 | 40 odonymes recensés à Saint-Denis-sur-Loire au 18 mars 2014 | 40 odonymes recensés à Saint-Denis-sur-Loire au 18 mars 2014 | 40 odonymes recensés à Saint-Denis-sur-Loire au 18 mars 2014 | 40 odonymes recensés à Saint-Denis-sur-Loire au 18 mars 2014 |
| Allée                                                        | Avenue                                                       | Bld                                                          | Carrefour                                                    | Chemin                                                       | Clos                                                         | Impasse                                                      | Passage                                                      | Place                                                        | Promenade                                                    | Route                                                        | Rue                                                          | Sentier                                                      | Voie                                                         | Autres                                                       | Total                                                        |
| ------------------------------------------------------------ | ------------------------------------------------------------ | ------------------------------------------------------------ | ------------------------------------------------------------ | ------------------------------------------------------------ | ------------------------------------------------------------ | ------------------------------------------------------------ | ------------------------------------------------------------ | ------------------------------------------------------------ | ------------------------------------------------------------ | ------------------------------------------------------------ | ------------------------------------------------------------ | ------------------------------------------------------------ | ------------------------------------------------------------ | ------------------------------------------------------------ | ------------------------------------------------------------ |
| 3                                                            | 0                                                            | 0                                                            | 0                                                            | 7                                                            | 0                                                            | 0                                                            | 0                                                            | 1                                                            | 0                                                            | 1                                                            | 25                                                           | 0                                                            | 0                                                            | 3                                                            | 40                                                           |
| Notes « N »                                                  | Notes « N »                                                  | 1. 2. 3. 4. 5.                                               | 1. 2. 3. 4. 5.                                               | 1. 2. 3. 4. 5.                                               | 1. 2. 3. 4. 5.                                               | 1. 2. 3. 4. 5.                                               | 1. 2. 3. 4. 5.                                               | 1. 2. 3. 4. 5.                                               | 1. 2. 3. 4. 5.                                               | 1. 2. 3. 4. 5.                                               | 1. 2. 3. 4. 5.                                               | 1. 2. 3. 4. 5.                                               | 1. 2. 3. 4. 5.                                               | 1. 2. 3. 4. 5.                                               | 1. 2. 3. 4. 5.                                               |
| rue-ville.info & perche-gouet.net & OpenStreetMap            |                                                              |                                                              |                                                              |                                                              |                                                              |                                                              |                                                              |                                                              |                                                              |                                                              |                                                              |                                                              |                                                              |                                                              |                                                              |

### Édifices et sites
- Château de Saint-Denis-sur-Loire, et sa chapelle.

### Personnalités liées à la commune
Le peintre français Bernard Lorjou (1908-1986), né à Blois et mondialement connu pour son style figuratif et son opposition à l'abstraction et à l'impressionnisme, a vécu avec son épouse Yvonne Mottet (1906-1968), elle aussi artiste peintre, à Saint-Denis-sur-Loire jusque dans les dernières années de sa vie.